# Kamelik
Kamelik (rusky Камелик) je řeka v Saratovské oblasti v Rusku. Je 222 km dlouhá. Povodí má rozlohu 9070 km².

## Průběh toku
Pramení v Obščém Syrtu a protéká skrze zvlněnou nížinu. Ústí zleva do Velkého Irgizu (povodí Volhy.

### Přítoky
- zleva – Velká Čalykla

## Vodní režim
Zdrojem vody jsou převážně sněhové srážky. Průměrný roční průtok vody ve vzdálenosti 21 km od ústí činí 10,1 m³/s. V létě vysychá a v zimě promrzá až do dna.